# Cơ Tử
Cơ Tử (tiếng Trung: 箕子; bính âm: Qizi; Wade–Giles: Chi-tzu; ? - 1082 TCN?), họ Tử, tên Tư Dư (胥餘), là đại thần thời Thương trong lịch sử Trung Quốc.

## Cuộc đời
Cơ Tử là tông thân nhà Thương, được phong ở đất Cơ. Cơ Tử từng khuyên can Đế Tân nhưng Đế Tân không nghe, ngược lại đem Cơ Tử bỏ tù.
Câu chuyện đó như sau:
Năm xưa, Cơ Tử thấy Trụ Vương thích thú với đôi đũa ngà voi, đã than rằng:
"Đũa ngà voi chắc chắn không thể phối với đồ gốm, mà phải phối với bát làm bằng sừng tê giác, chén mài từ ngọc trắng. Có chén ngọc rồi, bên trong chắc chắn không thể đựng canh rau dại và cơm nấu bằng gạo thô, mà phải đựng sơn hào hải vị mới tương xứng.
Ăn sơn hào hải vị rồi thì sẽ không muốn mặc áo quần thô, cũng không muốn ở nhà đơn sơ, mà phải mặc quần áo gấm vóc, ngồi xe xa hoa, ở nhà cao phòng rộng. Nếu cứ như vậy thì phẩm vật của thương nhân trong nước sẽ không thể thỏa mãn dục vọng của vua, mà còn phải đi thu gom mọi vật trân quý của các nước phương xa. Từ đôi đũa ngà voi, ta thấy được kết quả của tương lai sau này. Thật không thể không lo lắng vì nhà vua được."
Cuối cùng, điều lo lắng của Cơ Tử đã trở thành hiện thực. Dục vọng của Trụ Vương quả nhiên càng ngày càng lớn. Ông xây Lộc Đài, lấy rượu làm ao, treo thịt làm rừng, ham mê nhục dục, thu thập đồ trân quý của khắp nơi, khiến cho người dân oán thán. Sau khi Trụ Vương bại trận, ông đã tự thiêu mình trong ngọn lửa cháy rừng rực tại Lộc Đài.
Sau khi, Chu Vũ vương diệt nhà Thương, sai Thiệu công Thích phóng thích Cơ Tử. Vũ vương hướng Cơ Tử hỏi về đạo trị quốc. Cuối thời Xuân Thu, Khổng Tử có lời tán, gọi Vi Tử, Cơ Tử, Tỷ Can là "Ân tam nhân" (殷三仁)..
Khi Chu Vũ vương phân phong chư hầu, phong Cơ Tử ở đất Triều Tiên, thành lập nước Cơ Tử Triều Tiên. Sách Thượng thư đại truyện giải nghĩa Triều Tiên là nơi mặt trời mọc sớm nhất, tức vùng đất xa nhất về phía đông của nhà Chu.. Trương Yến chú thích Triều Tiên liệt truyện trong Sử ký lại cho rằng Triều Tiên là đất nơi ba con sông Thấp Thủy, Liệt Thủy, Sán Thủy hợp lưu thành một dòng. Có quan điểm cho rằng lãnh thổ Cơ Tử Triều Tiên vốn ở khu vực Liêu Đông ngày nay, nhưng đến thời Chiến Quốc, bị Tần Khai đánh đuổi, mới di chuyển sang bán đảo Triều Tiên.
Tương truyền, sau khi chết, Cơ Tử được Triều Tiên tôn thụy Đại Thánh vương (大圣王). Cho đến tận thời Đường, Cơ Tử được dân Triều Tiên tôn thờ làm thần linh. Cơ Tử thần (箕子神) được xếp ngang với Nhật thần, Khả hãn thần. Cơ Tử Triều Tiên về sau bị Vệ Mãn Triều Tiên thay thế.

## Lăng mộ

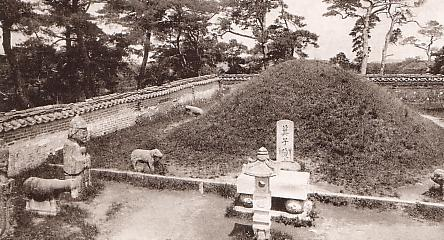
Lăng Cơ Tử (ảnh chụp trước năm 1945)

Sách Thủy kinh chú ghi lại ghi chép của Đỗ Dự: Phía bắc huyện Mông, nước Lương có thành Bạc Phạt. Trong thành có mộ Thành Thang, ở phía tây có mộ Cơ Tử.
Năm 1102, Cao Ly Túc Tông tiếp thu kiến nghị của Lễ bộ, phái người đi điều tra nơi mai táng Cơ Tử. Kết luận cuối cùng là Cơ Tử được chôn cất ở dưới chân đồi Mẫu Đơn. Túc Tông cho người xây lăng mộ cùng miếu thờ cạnh lăng để tiến hành tế lễ. Các đời quân chủ Triều Tiên đều đến đây tế bái định kỳ. Lăng Cơ Tử (Kija-rung) cùng Ất Mật đài (Ulmil-dae), Thất Tinh môn (Chilsongmun), Phù Bích lâu (Pubyok-nu) trở thành Bình Nhưỡng tứ đại danh thắng.
Mùa xuân năm 1959, thủ tướng Triều Tiên Kim Nhật Thành nhân định rằng sự kiện Cơ Tử lập nước Triều Tiên là "từ không nói có", "làm cái cớ khiến Cổ Triều Tiên bị xâm lược", "coi dân tộc Triều Tiên chúng ta là hậu duệ của Cơ Tử là sự xúc phạm với 5.000 năm lịch sử của dân tộc", nên đã cho di dời lăng. Theo phía chính phủ Triều Tiên, trong lăng không hề có di cốt cũng như cổ vật liên quan, không có báo cáo khai quật.